# Sog
A Sog Izland egyik legjelentősebb vízhozamú édesvízi folyója. Vízhozama eléri a 110 m³/s-ot. A folyó a Þingvallavatn tóból ered, majd 21,9 kilométer megtétele után összefolyik a Hvítá folyóval. Ezután még 26 kilométert tesz meg az Atlanti-óceánig, ám ezután már Ölfusá néven nevezik. A folyón három vízerőmű is üzemel: a Ljósafossstöð (15 MW), a Írafossstöð (48 MW) és a Steingrímsstöð (27 MW).
A Sog folyó útja során keresztülvág az Úlfljótsvatn és az Álftavatn tavakon.

## Fordítás
Ez a szócikk részben vagy egészben  a   Sog River című angol Wikipédia-szócikk ezen változatának fordításán alapul.  Az eredeti cikk szerkesztőit annak laptörténete sorolja fel. Ez a jelzés csupán a megfogalmazás eredetét és a szerzői jogokat jelzi, nem szolgál a cikkben szereplő információk forrásmegjelöléseként.